# Karl Hovelsen
Karl Hovelsen, orthographié Carl Howelsen aux États-Unis, né le 23 mars 1877 et mort le 13 septembre 1955, est un skieur nordique norvégien.
Il remporte le 50 kilomètres du Festival de ski d'Holmenkollen en 1902 et en 1903 ainsi que la course de combiné nordique en 1903. Ses performances lui permettent de remporter la médaille Holmenkollen en 1903. En 1905, il émigre aux États-Unis où il devient artiste pour le Ringling Bros. and Barnum & Bailey Circus. Surnommé The Flying Norseman, il parcourt les États-Unis avec son spectacle de saut à ski.
En 1913, il décide de s'installer à Steamboat Springs, ville où il crée un festival de ski ainsi qu'un tremplin qui porte son nom, Howelsen Hill. Il est considéré comme un des pionniers du ski aux États-Unis et plus particulièrement au Colorado. Il rentre en Norvège en 1921 où il vit jusqu'à sa mort en 1955.

## Biographie

### Enfance à Oslo
Karl Hovelsen est originaire de Kristiania. Il est le troisième d'une famille de onze enfants. Ses parents tiennent une boutique de cordonnerie sur la Pilestredet (en). La boutique est fréquentée par des écrivains tels que Henrik Ibsen et Bjørnstjerne Bjørnson ce qui fait la fierté de la famille. Enfant, Karl Hovelsen est assez petit mais très sportif — il peut marcher ou skier des journées entières dans le Nordmarka — et également un bon joueur d'accordéon. Il réalise en 1892 son premier saut sur le tremplin d'Holmenkollen après la fin des compétitions. Cependant il ne s'était pas aperçu de la fermeture du tremplin et il se blessa à la cheville lors de la réception du saut. Deux officiers suédois le trouvent et ils le raccompagnent chez lui dans un traîneau. Lors d'un concours organisé sur les hauteurs d'Oslo un 1er janvier, il saute à 18,3 mètres, tout en jouant de l'accordéon.

### Carrière sportive en Norvège

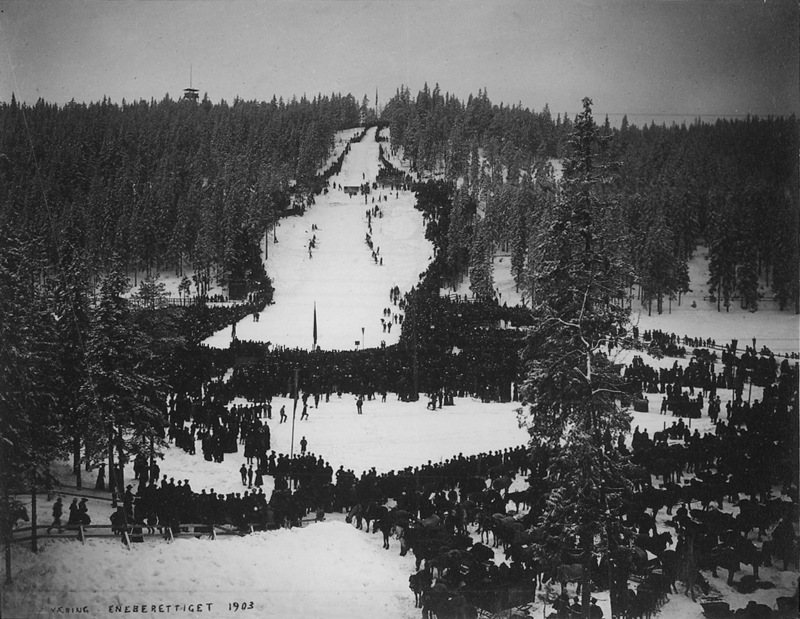
Le tremplin d'Holmenkollen en 1903.

En 1895, il commence les compétitions pour le Bærums Skiklub (no). Il se classe quatrième chez les jeunes lors du Festival de ski d'Holmenkollen. L'année suivante, il remporte la compétition toujours chez les jeunes. En 1898, il remporte une course de 18 kilomètres à Gjøvik. Alors que cette ville est située à 136 kilomètres d'Oslo, il décide de rentrer tout seul à ski. Il met deux jours à rentrer : il fait 80 kilomètres le premier jour, passe la nuit dans une cabane puis termine les 56 kilomètres restants le deuxième jour. Il réalisa cette performance sans traces et alors qu'il ne disposait que de deux oranges. Cette même année 1898, il se classe troisième chez les jeunes à Holmenkollen dans le 18 kilomètres et quatrième en saut à ski. En 1901, il est membre de la délégation norvégienne pour la première édition des Jeux nordiques à Stockholm.
En 1902, il remporte le 50 km (no) du Festival de ski d'Holmenkollen en 4 h 18 min 48 s devant Paul Braaten, vainqueur les deux années précédentes,. Il remporte également d'autres courses norvégiennes prestigieuses notamment à Nydalen (en) et sur le Solbergbakken. L'année suivante, pour la première fois des athlètes étrangers sont autorisés à concourir à Holmenkollen. Les Suédois sont notamment très attendus et les spectateurs redoutent une défaite des athlètes norvégiens. Finalement, il est le huitième fondeur à franchir la ligne d'arrivée malgré un départ prit avec le dossard no 45, il remporte la course dans le temps de 4 h 17 min 6 s, soit près de dix minutes de moins que le précédent record établi par Torjus Hemmestveit en 1888,,. Lors de cette édition, il remporte également le combiné nordique et le saut à ski disputé devant 30 000 spectateurs,. Ces victoires lui permettent de remporter son premier et unique Kongepokal ainsi que la Médaille Holmenkollen.

### Passage en Allemagne
Cependant il se retrouve sans emploi car la crise économique en Norvège affecte le secteur de la construction en plus de celui de l'agriculture. Entre 1900 et 1905, 102 000 Norvégiens ont émigré en direction des États-Unis dans l'espoir d'une vie meilleure. Karl Hovelsen envisage de s'installer à Chicago mais il n'a pas assez d'argent pour effectuer le voyage. En début d'année 1904, il part travailler en Allemagne afin de mettre de l'argent de côté. Il travaille notamment dans l'arrondissement d'Altona. Durant cette période, il est membre du syndicat local des maçons et du Parti social-démocrate d'Allemagne. Lors de son séjour, il skie notamment dans la région montagneuse du Harz. À l'hiver 1904, il est invité pour une compétition par Mathias Zdarsky qui a inventé la technique Lilienfeld quelques années plus tôt. Cependant, la fédération norvégienne de ski lui interdit de se rendre à la compétition.

### Carrière aux États-Unis

#### Arrivée à Chicago
À la mi-juin 1905, il quitte Hambourg pour New York. Un mois plus tard, il arrive à Chicago et il habite chez John P. Engedahl, Norvégien arrivé aux États-Unis en 1893. En août, il débute le travail de maçon à Chicago. À partir de ce moment, il américanise son nom en Carl Howelsen afin d'être plus prononçable par les Américains. Dès le 12 novembre 1905, il est l'un des 28 fondateurs du Norge Ski Club (no) à Chicago,. Il est mandaté par le club pour trouver un endroit pour faire du ski de fond ainsi que pour construire un tremplin de saut à ski. Il trouve un endroit à peu moins de 65 kilomètres au nord-ouest de Chicago et crée le tremplin de Cary Hill. En plus de son travail de maçon, il est entraîneur du club.
À l'été 1906, il découvre le Riverview Park, un parc d'attractions. Il y repère une tour d'environ 27 mètres avec une piscine comme aire de réception,. Il réfléchit à l'idée de faire du ski sur cette tour et fabrique des plaques de métal en dessous des skis. Quelques jours plus tard, il demande aux gardiens de l'attraction s'il peut faire ce qu'il a en tête avant l'ouverture du parc au public. Les gardes acceptent et le voilà lancé sur ce tremplin improvisé. Il s'élance, saute puis glisse sur l'eau de la piscine avec de s'enfoncer sous l'eau. Il procède à quelques ajustements techniques sur les lieux et il réalise plusieurs sauts, certains allant jusqu'à 18 mètres,. Le directeur du Ringling Bros. and Barnum & Bailey Circus assiste à l'une de ses performances et lui propose d'intégrer son cirque. Karl Hovelsen qui sait qu'il tient un spectacle nouveau demande un salaire de 200 $ par semaine — un salaire très élevé à l'époque — ainsi qu'une doublure et un assistant. Le cirque après de longues négociations accepte l'offre de Karl Hovelsen et il signe son contrat le 12 novembre 1906. À la mi-mars 1907, il rejoint le siège social du cirque à Bridgeport avec deux amis norvégiens. Le trio dispose de quatre semaines pour s'entraîner avant le début de la tournée du cirque au Madison Square Garden.

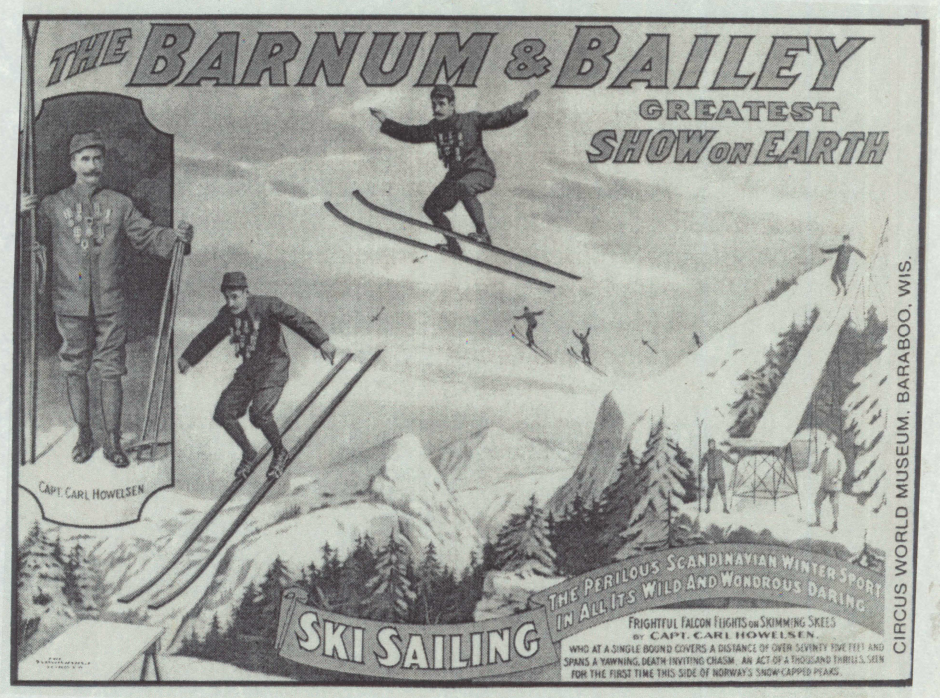
L'affiche du spectacle de Karl Hovelsen en 1907.

Le cirque intitule son spectacle « ski sailing »,,. Celui-ci considère le numéro de Karl Hovelsen comme un moment clé de son spectacle et met le sauteur en avant lors de la campagne publicitaire. En effet, l'affiche de 10 mètres par cinq est installée dans toute la ville de New-York. Lors de la première du spectacle, le jeudi 21 mars 1907, 20 000 spectateurs assistent à la représentation,. Sa performance consiste en un saut au-dessus du cirque et notamment au-dessus d'éléphants. Celle-ci, bien que courte, est acclamée par la critique. Le New York Evening Journal considère Karl Hovelsen comme « la sensation venue du pays du soleil de minuit » et sa performance comme une « merveille ». Le cirque reste cinq semaines au Madison Square Garden et c'est à ce moment que Karl Hovelsen est surnommé « The Flying Norseman ». Le cirque part ensuite en tournée à travers les États-Unis. En 1907, le cirque visite 146 villes dans 16 états avec deux représentations par jour,. À un moment durant cette tournée, Karl Hovelsen glisse sur l'échelle qui lui permet de monter sur le tremplin et se blesse pendant quatre semaines. Sa doublure, Aksel Henricksen, le remplace pendant ce temps. Peu avant la fin de la tournée, Karl Hovelsen quitte le cirque et retourne à son travail de maçon à Chicago. Au total, quatre millions de personnes ont vu le spectacle — assuré par Karl Hovelsen ou sa doublure — en 1907. Il est contacté par le Moss Empires (en), une société de spectacles basée en Angleterre mais il refuse la proposition.
En 1908, le Norge ski club organise à Humboldt Park (Chicago) une compétition de saut à ski. Cette compétition rassemble quatre clubs et elle attire 10 000 spectateurs.

#### Déménagement dans le Colorado
Karl Hovelsen a envie de changer d'air et de découvrir de nouveaux espaces. Il a entendu parler des Montagnes Rocheuses et de la vitalité du secteur de la construction à Denver. En mars 1909, il embarque dans un train de l'Union Pacific en direction de Denver. Il y arrive dans la dernière semaine du mois de mars et commence un nouveau travail au début du mois suivant. Dès l'hiver 1910, il va skier dans les Rocheuses probablement au Glacier Sainte Marie (en). Lors d'une incursion, il tombe dans une crevasse de 9 mètres,. Il sort avec de grandes difficultés de cette crevasse grâce à ses skis et à une hache et décide de ne plus parcourir les Rocheuses tout seul. Il réussit à convaincre son compatriote Angell Schmidt, du Norge ski club, de le rejoindre à Denver.
En décembre 1911, Karl Hovelsen et Angell Schmidt partent en expédition afin de découvrir l'autre versant du Continental Divide. Ils passent par le col Rollins puis continuent jusqu'à Middle Park puis jusqu'à Fraser et enfin Hot Sulphur Springs,. Il arrive dans cette ville le 29 décembre 1911, la veille du premier festival de ski organisé par le nouveau club de ski de la ville. Le maire de celle-ci, John Peyer, invite les deux hommes à rester pour les festivités qui consistent en des courses de ski de fond et des courses de traîneaux. Karl Hovelsen parvient à convaincre le maire d'ajouter d'autres disciplines sportives comme du saut à ski. Un tremplin est construit et une démonstration a lieu le 31 décembre 1911. Le saut a lieu sur Bungalow Hill. Angell Schmidt réalisent deux sauts et Karl Hovelsen quatre. Le festival est un tel succès que le club de ski décide immédiatement la tenue d'une deuxième édition les 10, 11 et 12 février 1912. John Peyer réalise un programme pour l'événement et l'envoie aux médias, aux clubs de ski du centre et de l'Est des États-Unis et à de nombreuses personnes du Colorado. L'événement est à nouveau un succès avec des participants de tous les États-Unis, du Canada et des spectateurs venus en nombre. Un Norvégien, Gunnar Dahle, participe à la compétition et bat Karl Hovelsen en ski de fond. Lors du concours de saut, Gunnar Dahle termine deuxième et il devance notamment Angell Schmidt.
En 1913, la compétition est reconduite du 31 janvier au 2 février 1913 avec des courses de ski de fond, de saut, de luge et de ski joëring. Des sauteurs importants comme Gunnar Dahle, Charles Eck ou encore Olaf Benson sont engagés, en plus de Karl Hovelsen, sur le concours de saut à ski. Il s'agit d'une des premières démonstrations de luge sur le continent américain,. Les spectateurs sont une nouvelle fois nombreux lors de l'événement. Marjorie Perry de Steamboat Springs assiste au concours de saut du festival et elle décide d'inviter Karl Hovelsen à faire une démonstration dans sa ville. Celui-ci accepte et ils partent tous les deux en direction de Steamboat Springs quelques jours plus tard. Dès son arrivée, il construit un tremplin provisoire sur Woodchuck Hill et fait une démonstrations de saut et de ski de fond auprès des habitants de la ville. Karl Hovelsen revient dans la ville l'été puis achète un ranch à l'automne,,.

#### Installation à Steamboat Springs
Il retourne à Denver et en décembre 1913, Karl Hovelsen et C. Andrews, également norvégien, fondent un club de ski dans la ville. Ce mois de décembre est particulièrement enneigé et Karl Hovelsen initient les habitants de la ville au ski dans Capitol Hill. Il initie notamment Georges Cranmer qui fonda plus tard Winter Park Resort. En janvier 1914, un festival est organisé à Inspiration Point près de Denver et celui-ci rassemble plus de 20 000 spectateurs,. Il part ensuite au festival de Hot Sulphur Springs avant de rejoindre Steamboat Springs. Le premier festival de la ville a lieu les 12 et 13 février 1914 sur un tremplin provisoire sur Woodchuck Hill,. Des courses de ski de fond pour les jeunes garçons et pour les jeunes filles, du saut à ski pour les jeunes garçons, pour les amateurs et pour les « professionnels » ainsi que du Ski joëring sont au programme,. Le concours de saut pour les professionnels voit la participation de James Presthus, Frank Finnegan, Gunnar Dahle en plus de Karl Hovelsen. Karl Hovelsen l'emporte grâce à un saut à 32,9 mètres,. Il devance James Presthus qui a sauté à 31,4 mètres et Gunnar Dahle qui a sauté à 28,6 mètres,. Frank Finnegan se blesse à une cheville lors de la réception d'un saut et n'est pas classé. À l'issue du concours, Karl Hovelsen et James Presthus réalise un saut à deux afin de divertir les spectateurs. Lors de la course de fond de dix miles, Gunnar Dahle et Karl Hovelsen se livre un duel très serré et finalement Karl Hovelsen l'emporte.

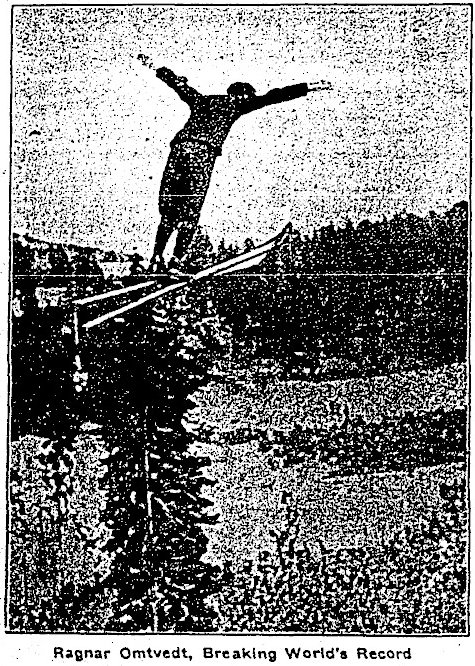
Ragnar Omtvedt lors de son record du monde en février 1916.

Lors de l'été 1914, il s'installe dans son ranch et élève des porcs. Il travaille également comme maçon dans les villes du comté de Routt. Il trouve une colline de l'autre côté de la rivière Yampa, idéale pour un tremplin de saut à ski. Cependant, la colline est boisée et beaucoup d'arbres doivent être coupés. Les habitants de la ville acceptent son plan et certains d'entre eux l'aident dans son projet. Le tremplin est prêt au début de l'hiver et la deuxième édition du festival peut avoir lieu. Lors de son inauguration, le tremplin est nommé Big Hill. La compétition est organisée les 12 et 13 février 1915 et le « champion du monde » Ragnar Omtvedt y participe. Celui a détenu deux ans le record du monde à 51,5 mètres. Il espère battre le nouveau record du monde réalisé quelques jours plus tôt par Reidar Amble Ommundsen à Vikkollen (en),. D'autres sauteurs de renommée sont engagés comme Herman V. Beust, Gunnar Dahle, Johnson et Fred Bruun engagé de dernière minute qui remplace Svein Welhaven, fils de Hjalmar Welhaven (en) qui s'est blessé quelques jours plus tôt,,. Lors du concours de saut vu par deux mille spectateurs, Ragnar Omtvedt réalise 50,8 mètres puis il chute à la réception de son second saut à 51,8 mètres,. Son saut n'est pas homologué en raison de sa chute et en plus il se blesse à la cheville. La course de ski de fond de dix miles est dominée par Karl Hovelsen devant Sumner Dahle et Harper Forgy qui ont fait la course en tête du début à la fin. Quelques jours après le festival, Karl Hovelsen réalise 51,2 mètres lors d'une exhibition et il pense être en mesure de battre le record du monde.
L'hiver suivant, le festival de ski est organisé les 18, 19 et 20 février 1916. L'espoir règne de voir un athlète battre le record du monde. L'après-midi du vendredi 18, les conditions sont parfaites avec du soleil et un vent faible. Les athlètes, les meilleurs du continent Nord-Américain, sont au rendez-vous,. Ragnar Omtvedt réalise 58,5 mètres. Il bat le précédent record de 4,5 mètres. Lors de ce concours, trois autres athlètes réalisent un saut à une distance supérieure à celle du record du tremplin. Il s'agit des frères Anders Haugen et de Lars Haugen qui ont sauté respectivement à 56 mètres et 55,5 mètres,. Cependant, ils ont tous les deux chuté à la réception de leurs sauts et ceux-ci ne sont pas comptabilisés. Karl Hovelsen est le quatrième homme à battre l'ancien record du tremplin grâce à un saut à 52,1 mètres,. Quelques milliers de spectateurs assistent à la compétition mais les médias du Colorado font une couverture importante de l'événement et la notoriété de la ville explose rapidement.
En 1917, il y a une telle demande de ski que les marchands ne peuvent soutenir la demande. Des skieurs européens, un Suisse Hermann von Beust et l'Autrichien Franz Tiermann, participent aux compétitions amateurs. Lors du concours de saut à ski, Henry Hall, originaire de Détroit mais membre du club de Steamboat Springs réalise deux sauts à 61,9 mètres,. Il est le premier athlète né aux États-Unis à établir ce record. Henry Hall est porté par la foule jusqu'à son hôtel. Lors de ce quatrième festival, le tremplin est rebaptisé Howelsen Hill Ski Area,,. Afin de remercier Karl Hovelsen de son investissement dans l'organisation du festival, un groupe de skieurs décident spontanément de créer une cagnotte qui se monte à une centaine de dollars et de lui offrir. Celui-ci est touché par le geste des habitants de la ville et embarrassé. Il décide d'écrire un article dans le Steamboat Pilot (en) afin de remercier les donateurs et il en profite pour faire une présentation du ski dans le Colorado ainsi que son autobiographie,,.
La 5e édition du Festival a lieu en février 1918. Karl Hovelsen est avec Walter Bernays chargé de l'organisation. Lors du concours de saut l'après-midi du vendredi 22 février, les conditions météorologiques défavorables ne permettent pas de nouveau record du monde,. Lars Haugen remporte le concours notamment grâce à un saut à 56,4 mètres,. Il devance Hans Hansen et son frère, Anders Haugen qui réalise le plus long saut du concours à 58,2 mètres,. Karl Hovelsen prend la quatrième place grâce à un unique saut à 45,7 mètres,. À la réception de son saut, il chute et il se blesse à la cheville et il termine le concours du saut en tant que membre du jury. Un nouveau concours spécialement dans l'optique de battre le record du monde a lieu deux jours plus tard. Cependant, les conditions climatiques, à nouveau, empêche de battre le record du monde. Hans Hansen, réalise le plus long saut du dimanche à 56,4 mètres,. En 1918, sous l'impulsion d'Eyvin Flood, d'Anders Haugen et de Peter Prestrud, émigré norvégien installé à Frisco et ami de Karl Hovelsen, un tremplin est construit à Dillon. Un premier festival de ski est organisé sur ce tremplin en mars 1919 juste après les compétitions de Hot Sulphur Springs et celle de Steamboat Springs.
Lors du festival de Steamboat Springs, Lars Haugen, Anders Haugen et Hans Hansen réalise des distances plus longues que le record du monde mais ils chutent tous les trois et le record reste donc la possession d'Henry Hall avec 61,9 mètres,. Quelques semaines plus tard à Dillon sur le Haugen Hill (en), Anders Haugen bat le record du monde avec un saut à 64,9 mètres,. Lors du printemps 1919, Karl Hovelsen entraîne Hans Hansen, également né en Norvège, qui habite à Minneapolis,. Quelques années plus tard, celui-ci se qualifia pour les jeux olympiques d'hiver de 1924 mais il dû y renoncer en raison de son professionnalisme en 1921. Lors de l'été 1919, la ville de Steamboat Springs veut que le record du monde soit battu dans la ville et des travaux sont effectués sur le tremplin. L'hiver suivant, trois festivals son organisés dans le Colorado : le premier organisé sur le nouveau tremplin du Denver ski club à Genesee (en) Mountain, le second à Dillon et le troisième à Steamboat Springs. Lors du concours de Dillon, Anders Haugen bat son propre record du monde avec un saut à saut à 65,2 mètres,. Il devance Henry Hall et Karl Hovelsen qui ont sauté à 61,2 mètres et 60,9 mètres alors qu'il est âgé de 47 ans. Quelques semaines plus tard, les meilleurs athlètes américains ainsi que le Canadien Nels Nelsen et le Suédois Sig Steinwall sont présents dans l'espoir de battre le record du monde. Cependant les conditions météorologiques sont mauvaises avec une tempête de neige et un fort vent froid. Les concours ont lieu mais les distances parcourues sont très loin de celles du record du monde ce qui déçoit Karl Hovelsen.
En février 1921, Henry Hall bat une nouvelle fois le record du monde, cette fois sur le tremplin Nels Nelsen. Il porte ce record à 69,8 mètres,. Quelques semaines plus tard, la huitième édition du festival d'hiver se tient à Steamboat Springs et l'évènement est un succès populaire et financier. Cependant, le meilleur saut du concours ne fait que 61,5 mètres,. Pour la première fois de l'histoire, le Colorado accueille le championnat des États-Unis de saut à ski. Le concours a lieu à Genesee Mountain le 20 février devant 40 000 ou 50 000 spectateurs. Karl Hovelsen réalise quatre bons sauts et l'emporte. Il s'agit de son dernier hiver aux États-Unis.

### Retour en Norvège
En 1921, une de ses sœurs lui demande de rentrer voir ses parents pour leur cinquantième anniversaire de mariage. À la suite de cette lettre, Karl Hovelsen décide de rentrer pour quelques mois en Norvège. Finalement, il ne quittera plus la Norvège. En effet, lors de la fête de l'anniversaire de mariage de ses parents, il rencontre pour la première fois — ils avaient échangés des lettres pendant son séjour américain — Anna Skarstroem. En décembre 1922, le couple se marie et le 1er novembre 1923, le seul enfant du couple, Leif Hovelsen naît,. La famille achète une maison dans la banlieue d'Oslo et Karl Hovelsen exerce la profession de maçon dans la capitale norvégienne. Il aide à la construction de deux tremplins à Høybråten (en). Il participe en hors concours à des compétitions de saut à ski et il signe des performances qui sont remarquées avec notamment un saut à plus de 50 m à Begnadalen (en).
En 1924, il se rend au Festival de ski d'Holmenkollen mais il ne peut pas participer car il a été professionnel aux États-Unis. Finalement, l'hiver suivant, il est autorisé à y s'aligner. Il concourt chez les « seniors » (plus de 32 ans) et il participe à plusieurs concours au cours de l'hiver. L'hiver suivant, il se classe 9e à Holmenkollen chez les seniors puis 5e l'année suivante toujours dans cette catégorie.
Lors de la Seconde Guerre mondiale, Karl Hovelsen est menacé plusieurs fois de prison en raison de son implication dans son syndicat de maçons. Son fils, Leif Hovelsen, est résistant et il finit emprisonné en camp de concentration. Celui-ci retrouve sa liberté à la fin de la guerre. Après la guerre, il est devenu un militant des droits de l'Homme.
En 1946, âgé de 69 ans, il participe à un concours de saut à ski à Holmenkollen. Ce concours rassemble les « anciennes gloires » et il se classe 9e sur 36 skieurs participants. Il le remporte deux fois dans les années suivantes et il termine 2e à 76 ans. En 1953, il fait une crise cardiaque mais parvient à récupérer et il reprend le ski et le saut à ski l'hiver suivant. Sa femme, Anna, atteinte d'un cancer meurt le 31 décembre 1954. Neuf mois plus tard, Karl Hovelsen meurt à 78 ans à Oslo,.

## Honneurs

### Résultats
- Festival de ski d'Holmenkollen
  - Il a gagné cette compétition en combiné nordique (no) en 1903[4]
  - Il a remporté le 50km (no) en 1902 et 1903.
- championnat des États-Unis de saut à ski
  - Il remporte le titre en 1921[79].

### Distinctions
Ses résultats lui permettent de remporter en 1903 un Kongepokal ainsi que la Médaille Holmenkollen. En 1969, il est introduit au Mémorial américain du ski et en 1977 au Colorado Ski and Snowboard Hall of Fame (en),.
En 2009, son fils a inauguré une statue à l'effigie de Karl Hovelsen à Steamboat Springs. Celle-ci est située sur la place Howelsen elle-même située au croisement de Seventh Street et Lincoln Avenue (tout près du lieu du premier tremplin provisoire de 1913),.

### Héritage
Le festival de ski, fondé en 1914, continue à exister. En 2018, il s'agit de la 105e édition du festival qui est le plus ancien d'Amérique du Nord toujours en activité. Lors des Jeux olympiques d'hiver de 1976, Steamboat Springs était prévu pour accueillir les épreuves de ski de fond, biathlon, saut à ski et de combiné nordique mais les protestations des habitants — Howelsen Hill est brûlé en mai 1972 — ont raison de la candidature de Denver,. Dans l'hypothèse d'une candidature de Denver pour les Jeux olympiques d'hiver de 2026 ou de Jeux olympiques d'hiver de 2030, Howelsen Hill aurait été un site olympique.
Jean Wren présente l'influence de Karl Hovelsen sur la ville de Steamboat Springs sous ces termes :

« L'étincelle d'enthousiasme que Carl Howelsen a apportée avec lui dans cette vallée isolée a mis le feu aux énergies de toute une communauté. Il est devenu le point de mire, le catalyseur, qui dirigeait tous les efforts refoulés d'un peuple inquiet. Quand il leur a montré des skis et des bâtons qui fonctionneraient et les libéreraient sur les pentes qui entouraient la ville, il a commencé une série d'événements qui allaient, avec le temps, changer la vie de leurs enfants, petits-enfants et arrière-petits-enfants... »

— Jean Wren, Steamboat Springs and the Treacherous and Speedy Skee 
Gordon Wren, mari de Jean Wren, ajoute si les Werner, Buddy Werner (en), Skeeter Werner Walker (en) et Loris Werner, sont devenus de bons skieurs alpins c'est car ils avaient appris à voler en faisant du saut à ski.
À l'issue des Jeux olympiques d'hiver de 2018, la ville de Steamboat Springs est la ville nord-américaine qui compte le plus d'athlètes participants aux jeux olympiques d'hiver. La ville compte 96 sportifs ayant participé aux Jeux représentant 12 pays lors de plus de 150 courses olympiques,,. Parmi eux, onze athlètes ont été médaillés. Todd Lodwick a participé à six olympiades, un record pour les États-Unis et il a également été porte-drapeau de la délégation américain lors Jeux olympiques d'hiver de 2014,. Le premier participant de la ville a été John Steele en Saut à ski aux Jeux olympiques de 1932. La ville compte également une participant aux jeux paralympiques, Allison Kunkel, en 2018.
Debbie Armstrong attribue la réussite de la ville à trois éléments : le club (en) qui rassemble plus d'un tiers des enfants de la ville, le complexe sportif qui compte 23 remontées mécaniques sur 1 214 hectares et enfin au tremplin Howelsen Hill.

## Style, personnalité et caractéristiques

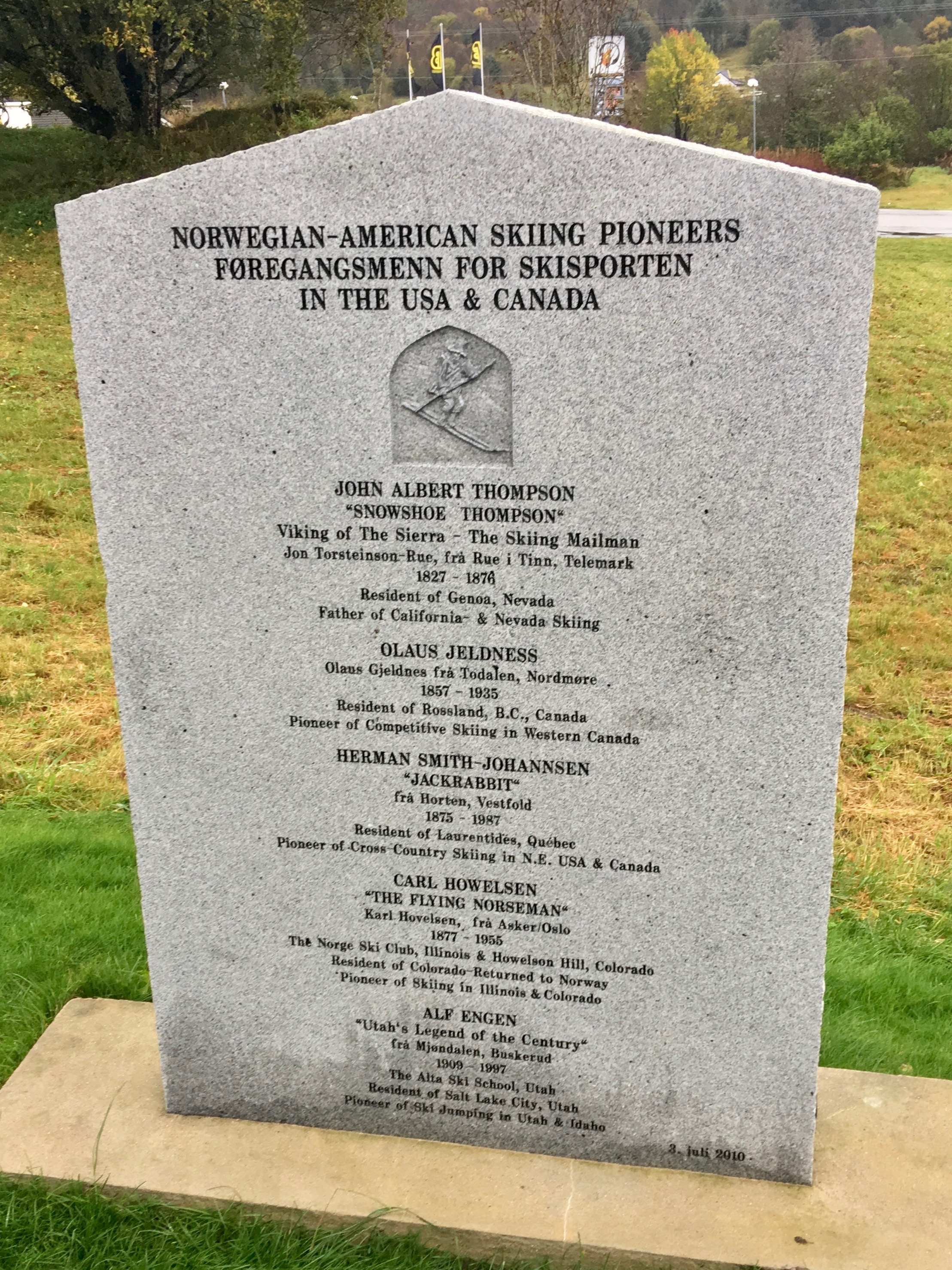
Mémorial aux américains d'origine norvégiennes pionniers du ski

Karl Hovelsen est très apprécié en Norvège pour son tempérament ainsi que pour ses réussites sportives. Il est considéré comme un athlète infatigable et extrêmement habile. Perfectionniste, il s'entraîne ou entraîne d'autres sportifs dès qu'il le peut et il est toujours à la recherche d'amélioration technique que ce soit à propos des skis (longueur, fixations ou matériaux utilisés) ou de la position aérodynamique en saut à skis,.
Lauritz Bergendahl le considère durant son enfance comme « son idéal et l'exemple à suivre ». Ragnar Omtvedt, juste après son record du monde en 1916, déclare que Karl Hovelsen a été une source d'inspiration quand il était enfant et une des raisons qu'il a choisi de faire du saut à ski.
Les habitants de Steamboat Springs apprécient « son enthousiasme, ses encouragements, son travail sans relâche »,. Ceux-ci le considèrent également « comme un inoubliable héros »,.